# 寶符
宝符（Bảo Phù，1273年—1278年），越南陳朝聖宗使用的年号。

## 纪年
| 宝符 | 元年   | 2年    | 3年    | 4年    | 5年    | 6年    |
| 公元 | 1273年 | 1274年 | 1275年 | 1276年 | 1277年 | 1278年 |
| 干支 | 癸酉   | 甲戌   | 乙亥   | 丙子   | 丁丑   | 戊寅   |

## 出典
- 《大越史記全書》本紀卷5　癸酉宝符元年春正月朔条

| 前一年號： 绍隆 | 越南陳朝年号 | 下一年號： 绍宝 |